# Појана Миерлеј (Прахова)
Појана Миерлеј (рум. Poiana Mierlei) насеље је у Румунији у округу Прахова у општини Дражна де Сус. Oпштина се налази на надморској висини од 552 m.

## Становништво
Према подацима из 2002. године у насељу је живело 123 становника, од којих су сви румунске националности.